# Heinz-Peter Meidinger

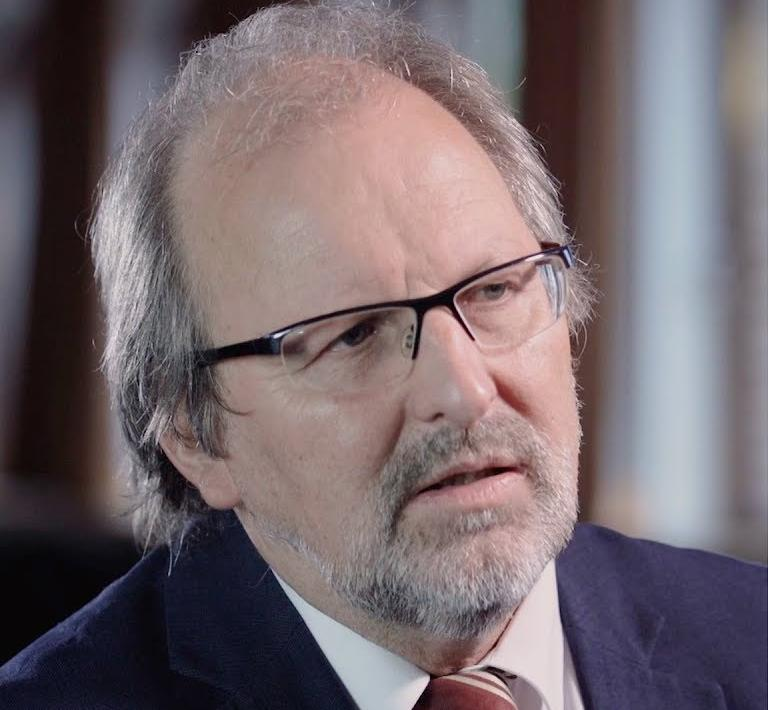
Heinz-Peter Meidinger (2019)

Heinz-Peter Meidinger (* 30. September 1954 in Regensburg) ist ein deutscher Gymnasiallehrer und war von 2004 bis 2017 Bundesvorsitzender des Deutschen Philologenverbandes. Von 2017 bis 2023 war er Präsident des Deutschen Lehrerverbandes.

## Leben
Heinz-Peter Meidinger ist der Sohn eines Rektors und einer Sonderschullehrerin. Er studierte an der Universität Regensburg die Fächer Deutsch, Geschichte, Sozialkunde und Philosophie für das Lehramt an Gymnasien. In dieser Zeit war er Stipendiat der Konrad-Adenauer-Stiftung. Er unterrichtete ab 1984 am Karl-von-Closen-Gymnasium in Eggenfelden und ab 1997 am Comenius-Gymnasium in Deggendorf. Dort war er auch Seminarleiter in der Lehrerausbildung für Deutsch. 2003 wechselte er als Schulleiter an das Robert-Koch-Gymnasium in Deggendorf.
Von 1985 bis 1990 war er Obmann im bayerischen Philologenverband (bpv), von 1993 bis 2003 fungierte er als Referent für Presse- und Öffentlichkeitsarbeit des Hauptvorstands des bpv. 1999 wurde er zum stellvertretenden Vorsitzenden im bpv, 2001 zum stellvertretenden Vorsitzenden des deutschen Philologenverbandes (DPhV) mit ca. 90.000 Mitgliedern gewählt. Von 2004 bis 2017 war er Vorsitzender des DPhV.
Bei den am 15. Mai 2017 stattfindenden Wahlen des Deutschen Lehrerverbandes wurde er mit Wirkung zum 1. Juli 2017 zu dessen Präsidenten gewählt. Nach einer Wiederwahl 2020 endete seine Amtszeit am 30. Juni 2023. Bei der Mitgliederversammlung 2023 wurde er zum Ehrenpräsidenten des Deutschen Lehrerverbandes ernannt.
Am 22. Juli 2020 wurde Meidinger in den Ruhestand verabschiedet. Die Laudatio hielten neben anderen der bayerische Staatsminister für Unterricht und Kultus Michael Piazolo, der bayerische Staatsminister für Wissenschaft und Kunst Bernd Sibler, der Deggendorfer Landrat Christian Bernreiter und Deggendorfs Oberbürgermeister Christian Moser.
Im Januar 2021 veröffentlichte Meidinger eine Streitschrift in Buchform, in der er die wichtigsten Verfehlungen der Bildungspolitik in der letzten Zeit und bis 2020 zusammenfasst.

## Bildungspolitische Aussagen
Heinz-Peter Meidinger ist Verfechter des neunstufigen Gymnasiums. Er kritisiert sinkende Anforderungen im deutschen Bildungssystem und unterstützt politische Forderungen für die Einführung eines länderübergreifenden  Zentralabiturs für eine bessere Vergleichbarkeit unter den Bundesländern. Die Praxis der Bundesländer, Quereinsteiger in den Grundschulen ohne ausreichende Qualifizierung als Lehrkräfte einzusetzen, kritisierte er als „ein Verbrechen an den Kindern“.

## Veröffentlichung
- Die 10 Todsünden der Schulpolitik. Claudius Verlag, München 2021, ISBN 978-3-532-62864-5.